# Elena Várossová
Elena Várossová, rozená Segéňová (8. února 1926, Rovňany – 9. listopadu 2010, Bratislava) byla slovenská filozofka. Zabývala se dějinami slovenské filozofie.

## Život
Po základní škole v Rovňanech studovala na gymnáziu v Lučenci a po školním roce 1937/38 přešla na gymnázium do Tisovce, kde odmaturovala (1945). Vysokoškolská studia filozofie a francouzštiny absolvovala na KU (1945–50); PhDr. 1950 (dizertace Filozofie Henriho Bergsona). Začátkem roku 1951 vstoupila do SAVU, po založení SAV v roce 1953 se stala pracovnicí FÚ SAV, kde pracovala až do důchodu.
Zastávala zde funkci vedoucí oddělení dějin filozofie (1953–1970), byla členkou vědecké rady FÚ SAV a redakční rady FČ. V roce 1961 obhájila kandidátskou práci Základní idei slovenského obrození, absolvovala studentské pobyty (1962 v Moskvě a Petrohradu; 1967 v Paříži), zúčastnila se mezinárodních kongresů a sympózií (1964 Salcburk, 1965 Cordoba, Varšava 1965, Varna 1969), pracovala na společné výzkumné úloze s oddělením filozofie FÚ ČSAV, z níž vznikly i společné publikace: Anatologie z dějin české a slovenské filozofie (1963), jiné varianty a svazky v roce 1981 a 1987, sborník Der Streit um Hegel bei den Slawn a další. Práce pražských a brněnských kolegů sledovala soustavně a mnohé recenzovala. V letech 1970–1989 byla ponechána v ústavu jako odborná pracovnice. Po roce 1989 navázala ve svém oboru spolupráci i se zahraničními pracovišti (Vídeň, Göttingen). Je nositelkou Herderovy ceny z roku 1993.
V roce 2005 vyšel ve vydavatelství VEDA výběr z jejích studií a rozhovorů s ní pod názvem Filozofie ve světě - svět filozofie v nás.